# 大坂城代
大坂城代（おおさかじょうだい）は、江戸幕府の役職の一つ。将軍直属で有力な譜代大名が任じられ、大坂城主である将軍に代わり大坂城を預かった。
本記事では、大坂城代を補佐する大坂定番2名、京橋口定番（きょうばしぐちじょうばん）と玉造口定番（たまつくりぐちじょうばん）についても記述する。

## 概要

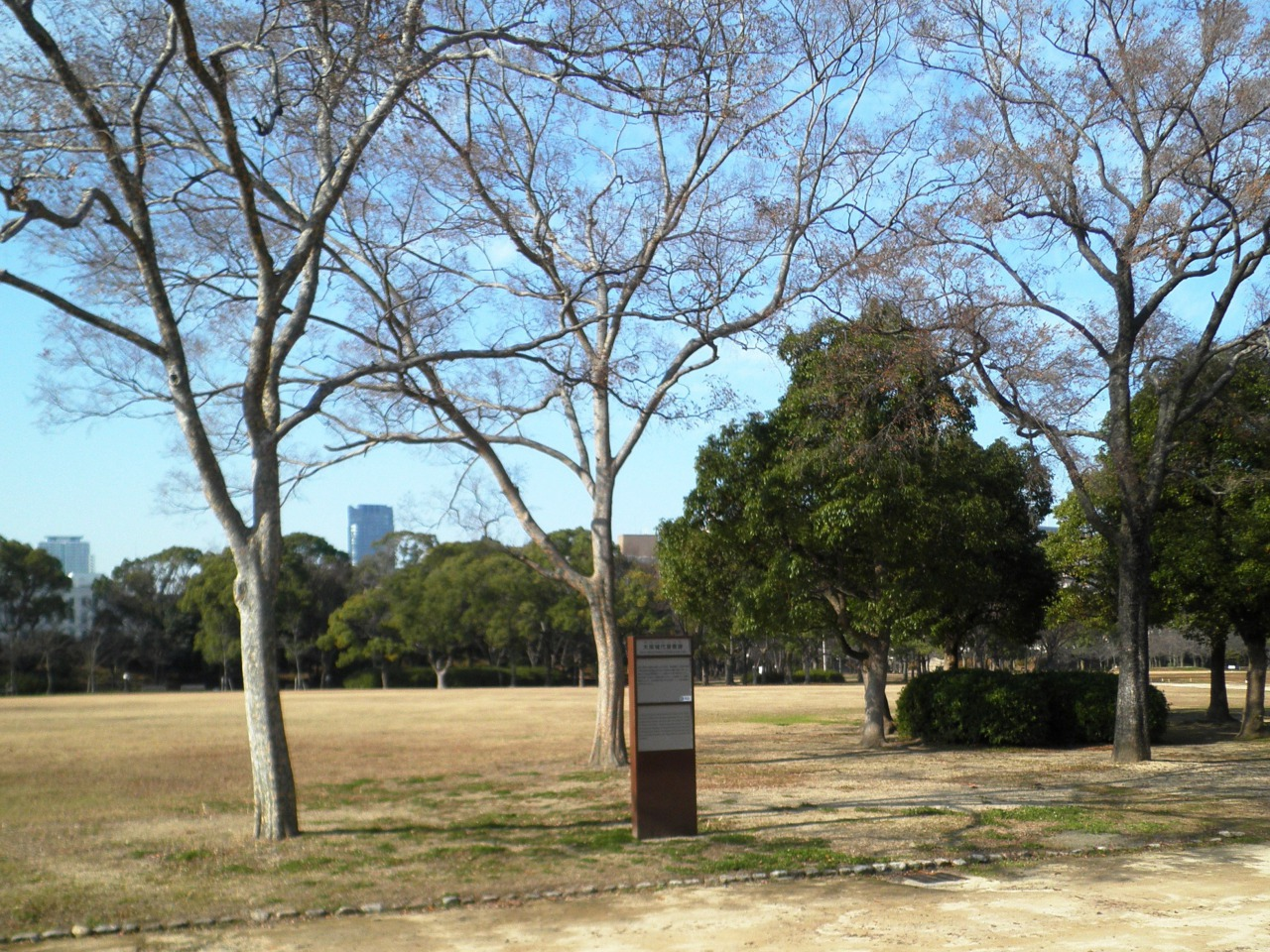
大坂城代屋敷跡
（現・大坂城西の丸庭園）

大坂の陣後の戦災復興や市街の拡張整備などを担った松平忠明の大和郡山移封をもって大坂藩は廃止され、1619年（元和5年）に大坂は江戸幕府直轄地となり、大坂城に城代が置かれるようになった。
翌1620年（元和6年）からは大坂城修築工事も始まり、大坂城代は、豊臣色を払拭して徳川の威厳を天下に知らしめる大改修が施された大坂城を預かり、大坂城守衛の総監および西国大名の監視等にあたった。江戸時代後期に書かれた『甲子夜話』には、かつては西国で変事が起きた際に、大坂城代は江戸の許可を得ずに独断での行動が許されており、その為の白紙の将軍の印判状を有していたとあるが、現在もそうだったのかは不明とある。
1623年（元和9年）には副城代に相当する京橋口定番・玉造口定番の大坂定番2名が置かれ、城代が追手口、京橋口定番が京橋口、玉造口定番が玉造口の各虎口の守衛をそれぞれ主に担当した。将軍直属の大坂城代と異なり、大坂定番は大坂町奉行などと同様に老中支配であった。
なお、阿部正次が現職のまま没した後、大坂城代はしばらく「追手口定番」と見なされていたこともあり、城代を定番2名が補佐する体制が確立したのは青山宗俊の就任後である。城代と定番は妻子を伴っての赴任が認められており、外濠の周囲には南に大坂城代の家中、南西および北東に京橋口定番の家中・与力・同心、南東に玉造口定番の家中・与力・同心の屋敷地が置かれ、概ね棲み分けられていた。
大番12組のうち2組が大坂城に置かれ、本丸や二の丸といった中心部の守衛を東大番・西大番の大坂在番2組が主に担当し、大番に加勢する山里加番・中小屋加番・青屋口加番・雁木坂加番の大坂加番4名も置かれた。大坂在番と大坂加番は1年交代制で、大坂定番と同様に老中支配であった。
江戸時代中期以降、大坂城代・京都所司代を経て老中に就任する例も多い。
関東地方など遠方に領地を持つ大名が大坂城代に就任すると、所領のうち1万～2万石程度を大坂近郊の摂津国・河内国・和泉国などに割り当て直された。退任時には元の所領に戻された（京都所司代への転任などで、引き続き大坂近郊の領地を領有する場合もある）。そのため、播磨国南部などでも頻繁に領主の入れ替わりがあった。

## 歴代大坂城代
1. 内藤信正　（1619年 - 1626年）
2. 阿部正次　（1626年 - 1647年）
3. 稲垣重綱　（1648年 - 1649年）
4. 内藤信照　（1649年 - 1652年）
5. 水野忠職　（1652年 - 1654年）
6. 内藤忠興　（1654年 - 1656年）
7. 松平光重　（1656年 - 1658年）
8. 水野忠職　（1658年 - 1659年）
9. 内藤忠興　（1659年 - 1660年）
10. 松平光重　（1660年 - 1661年）
11. 水野忠職　（1661年 - 1662年）
12. 青山宗俊　（1662年 - 1678年）
13. 太田資次　（1678年 - 1684年）
14. 土屋政直　（1684年 - 1685年）
15. 内藤重頼　（1685年 - 1687年）
16. 松平信興　（1687年 - 1690年）
17. 土岐頼殷　（1691年 - 1712年）
18. 内藤弌信　（1712年 - 1718年）
19. 安藤信友　（1718年 - 1722年）
20. 松平乗邑　（1722年 - 1723年）
21. 酒井忠音　（1723年 - 1728年）
22. 堀田正虎　（1728年 - 1729年）
23. 松平信祝　（1729年 - 1730年）
24. 土岐頼稔　（1730年 - 1734年）
25. 稲葉正親　（1734年）
26. 太田資晴　（1734年 - 1740年）
27. 酒井忠恭　（1740年 - 1744年）
28. 堀田正亮　（1744年 - 1745年）
29. 阿部正福　（1745年 - 1747年）
30. 酒井忠用　（1747年 - 1752年）
31. 松平輝高　（1752年 - 1756年）
32. 井上正経　（1756年 - 1758年）
33. 青山忠朝　（1758年 - 1760年）
34. 松平康福　（1760年 - 1762年）
35. 阿部正允　（1762年 - 1764年）
36. 松平乗祐　（1764年 - 1769年）
37. 久世広明　（1769年 - 1777年）
38. 牧野貞長　（1777年 - 1781年）
39. 土岐定経　（1781年 - 1782年）
40. 戸田忠寛　（1782年 - 1784年）
41. 阿部正敏　（1784年 - 1787年）
42. 堀田正順　（1787年 - 1792年）
43. 牧野忠精　（1792年 - 1798年）
44. 松平輝和　（1798年 - 1800年）
45. 青山忠裕　（1800年 - 1802年）
46. 稲葉正謁　（1802年 - 1804年）
47. 阿部正由　（1804年 - 1806年）
48. 松平乗保　（1806年 - 1810年）
49. 大久保忠真（1810年 - 1815年）
50. 松平輝延　（1815年 - 1822年）
51. 松平康任　（1822年 - 1825年）
52. 水野忠邦　（1825年 - 1826年）
53. 松平宗発　（1826年 - 1828年）
54. 太田資始　（1828年 - 1831年）
55. 松平信順　（1831年 - 1834年）
56. 土井利位　（1834年 - 1837年）
57. 堀田正篤　（1837年）
58. 間部詮勝　（1837年 - 1838年）
59. 井上正春　（1838年 - 1840年）
60. 青山忠良　（1840年 - 1844年）
61. 松平乗全　（1844年 - 1845年）
62. 松平忠優　（1845年 - 1848年）
63. 内藤信親　（1848年 - 1850年）
64. 土屋寅直　（1850年 - 1858年）
65. 松平信篤　（1858年 - 1860年）
66. 松平宗秀　（1860年 - 1862年）
67. 松平信古　（1862年 - 1865年）
68. 牧野貞明　（1864年 - 1868年）

※ 阿部正次の死去から稲垣重綱の就任まで永井直清が代行（1647年 - 1648年）、太田資次の死去から土屋政直の就任まで寺社奉行の水野忠春が兼任（1684年）。

## 歴代京橋口定番
1. 高木正次　（1623年 - 1630年）
2. 内藤信広　（1648年 - 1649年）
3. 安部信盛　（1649年 - 1660年）
4. 板倉重矩　（1660年 - 1665年）
5. 米津田盛　（1666年 - 1684年）
6. 松平乗次　（1684年 - 1687年）
7. 遠山政亮　（1687年 - 1693年）
8. 内藤正勝　（1693年 - 1694年）
9. 松平乗成　（1694年 - 1703年）
10. 内藤正友　（1703年 - 1711年）
11. 水野忠位　（1711年 - 1713年）
12. 松平勝以　（1713年 - 1725年）
13. 戸田忠囿　（1725年 - 1732年）
14. 永井直亮　（1732年 - 1737年）
15. 保科正寿　（1737年 - 1739年）
16. 山口弘長　（1739年 - 1742年）
17. 植村恒朝　（1742年 - 1747年）
18. 酒井忠告　（1747年 - 1751年）
19. 遠藤胤将　（1751年 - 1767年）
20. 井上正国　（1767年 - 1788年）
21. 永井直温　（1788年 - 1795年）
22. 安部信亨　（1795年 - 1804年）
23. 堀直起　（1804年 - 1808年）
24. 稲垣定淳　（1808年 - 1821年）
25. 大久保教孝　（1821年 - 1836年）
26. 米倉昌寿　（1836年 - 1857年）
27. 本多忠鄰　（1857年 - 1863年）
28. 保科正益　（1863年 - 1866年）
29. 本多忠鄰　（1866年 - 1867年）

## 歴代玉造口定番
1. 稲垣重綱　（1623年 - 1648年）
2. 保科正貞　（1648年 - 1660年）
3. 石川総長　（1660年 - 1661年）
4. 渡辺吉綱　（1661年 - 1668年）
5. 安部信之　（1668年 - 1677年）
6. 保科正景　（1677年 - 1686年）
7. 安部信友　（1686年 - 1701年）
8. 渡辺基綱　（1701年 - 1728年）
9. 植村正朝　（1728年 - 1729年）
10. 米津政容　（1729年 - 1739年）
11. 丹羽薫氏　（1739年 - 1745年）
12. 森川俊方　（1745年 - 1749年）
13. 米津政崇　（1749年）
14. 戸田忠言　（1749年 - 1764年）
15. 丹羽氏栄　（1764年 - 1771年）
16. 安部信允　（1771年 - 1781年）
17. 稲垣定計　（1781年 - 1791年）
18. 保科正率　（1791年 - 1801年）
19. 松平直紹　（1801年 - 1806年）
20. 本庄道昌　（1806年 - 1817年）
21. 山口弘致　（1817年 - 1828年）
22. 酒井忠藎　（1828年 - 1833年）
23. 遠藤胤統　（1833年 - 1841年）
24. 酒井忠毘　（1841年 - 1843年）
25. 米津政懿　（1843年 - 1853年）
26. 田沼意尊　（1853年 - 1861年）
27. 京極高富　（1861年 - 1866年）
28. 稲垣太清　（1866年 - 1867年）